# 1920 Bitwa Warszawska
1920 Bitwa Warszawska is een Poolse film uit 2011. De film is ook bekend onder de alternatieve titel Battle of Warsaw 1920. De film is de eerste Poolse 3D stereoscopische film ooit en is gebaseerd op de Slag om Warschau.

## Verhaallijn
Nadat de Eerste Wereldoorlog net afgelopen is, staat in Warschau de bloedmooie zangeres Ola op het punt om in het huwelijk te treden met Jan, een cavalerist. Helaas voelt de linkse Jan zich geroepen om de Oekraïners te verdedigen tegen de expansionistische en opkomende Russen.

## Rolverdeling
| Acteur              | Personage                      |
| ------------------- | ------------------------------ |
| Daniel Olbrychski   | Józef Piłsudski                |
| Borys Szyc          | Jan Krynicki                   |
| Natasza Urbańska    | Ola Raniewska                  |
| Marian Dziędziel    | Tadeusz Rozwadowski            |
| Bogusław Linda      | Bolesław Wieniawa-Długoszowski |
| Jerzy Bończak       | Kapitein Kostrzewa             |
| Ewa Wiśniewska      | Ada                            |
| Stanisława Celińska | Mr. Zdzisia                    |
| Olga Kabo           | Sofia Nikołajewna              |
| Michal Zebrowski    | Wladyslaw Grabski              |
| Łukasz Garlicki     | Ignacy Skorupka                |
| Wojciech Solarz     | Samuel                         |
| Piotr Głowacki      | Anatol                         |
| Andrzej Strzelecki  | Wincenty Witos                 |
| Wiktor Zborowski    | Charles de Gaulle              |
| Wojciech Pszoniak   | Maxime Weygand                 |
| Bartosz Opania      | Bolesław Jaźwiński             |
| Michał Żebrowski    | Premier Władysław Grabski      |